# أور كابانا
أور كابانا هو مركز المرشدات الدولي للجمعية العالمية للمرشدات وفتيات الكشافة (World Association of Girl Guides and Girl Scouts ) الواقعة في كويرنافاكا، المكسيك تم افتتاحه في يوليو 1957 بمثابة الذكرى المئوية النصب التذكاري لبادن باول.المركز يمكن يصل إلى تسعين زائر.
وهو واحد من أربعة مراكز عالمية من الجمعية العالمية للمرشدات وفتيات الكشافة. الآخرون هم لديناشاليه في سويسرا، سانجام في الهند، وباكس لودج في انكلترا. ويعمل كل مركز من قبل الناس من جميع أنحاء العالم، ومنحهم شعور دولي، ولكن كل أيضا من الثقافة المحلية. وقد زار كابانا من قبل أكثر من 70،000 مرشدات وفتيات الكشافة من جميع أنحاء العالم منذ افتتاحه